# 龙子湖街道
龙子湖街道，是中华人民共和国河南省郑州市金水区下辖的一个乡镇级行政单位，目前由郑东新区代管。龙子湖街道成立于2010年9月，由原姚桥乡改制而来，辖区主要由居民安置区、龙子湖高校园区、龙子湖智慧岛三部分组成，总人口近13万

## 行政区划
龙子湖街道管辖范围西起东三环，东到京港澳高速公路，南达平安大道，北至连霍高速公路，管理面积18平方公里，下辖以下地区：
磨李社区、姚桥社区、夏庄社区、陈三桥社区、时埂社区、薛岗社区、后牛岗社区、知启街社区、文苑路社区、春华街社区、明德街社区和贾鲁街社区。